# Double Helix Games
A Double Helix Games egy irvine-i székhelyű videójáték-fejlesztő cég, amelyet 2007-ben hoztak létre a Foundation 9 két egykori stúdiója, a The Collective és Shiny Entertainment egyesítésével. A vállalat első videójátéka 2008-ban jelent meg Silent Hill Homecoming címmel PlayStation 3 és Xbox 360 konzolokra.

## Videójátékaik
| Cím                                   | Platform                                                                            | Megjelenés |
| ------------------------------------- | ----------------------------------------------------------------------------------- | ---------- |
| Silent Hill Homecoming                | PlayStation 3 / Windows / Xbox 360                                                  | 2008       |
| G.I. Joe: The Rise of Cobra           | Nintendo DS / PlayStation 2 / PlayStation 3 / PlayStation Portable / Wii / Xbox 360 | 2009       |
| Front Mission Evolved                 | PlayStation 3 / Windows / Xbox 360                                                  | 2010       |
| MX vs. ATV Reflex                     | Windows                                                                             | 2010       |
| Green Lantern: Rise of the Manhunters | PlayStation 3 / Wii / Xbox 360                                                      | 2011       |
| Battleship                            | PlayStation 3 / Xbox 360                                                            | 2012       |
| Killer Instinct                       | Xbox One                                                                            | 2013       |
| Strider                               | PlayStation 3 / Windows / Xbox 360 / PlayStation 4 / Xbox One                       | 2014       |
| UFOs love COWs                        | Android                                                                             | 2014       |
| Harker                                | PlayStation 3 / Wii / Xbox 360                                                      | Törölve    |
| Hellions                              | Xbox 360                                                                            | Törölve    |